# Brăhăşeşti
Brăhăşeşti é uma comuna romena localizada no distrito de Galaţi, na região de Moldávia. A comuna possui uma área de 35.71 km² e sua população era de 8578 habitantes segundo o censo de 2007.